# 応神町中原
応神町中原（おうじんちょうなかはら）は、徳島県徳島市の町名。2011年1月現在における徳島市の調査による人口は255人、世帯数は98世帯。郵便番号は〒771-1152。

## 地理
徳島市の北部に位置し、応神地区に属している。北は今切川、南は吉野川に限られ、東は応神町古川、西は応神町吉成に接する。吉野川沿いを徳島県道137号土成徳島線が通る。学校法人生光学園の生光学園中学校・高等学校・生光学園小学校・生光学園幼稚園が置かれている。

### 河川
- 吉野川
- 今切川

### 小字
- キタ
- サナギ
- 中原
- 七軒原
- 宮ノ東
- 宮ノ前

## 歴史
1889年（明治22年）の町村制施行までは板野郡中原村で、それ以降は応神村の大字となった。1966年（昭和41年）に応神村が徳島市に編入されたのに伴って現在の地名となる。

## 交通

### バス
徳島バス
- 中原

### 道路
都道府県道
- 徳島県道29号徳島環状線
- 徳島県道137号土成徳島線

## 施設
- 学校法人生光学園本部
- 生光学園中学校・高等学校
- 生光学園小学校
- 生光学園幼稚園
- 別宮八幡神社
- 高良神社